# Народний художник СРСР

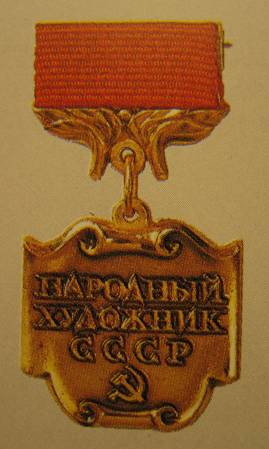
Нагрудна відзнака «Народний художник СРСР»

Наро́дний худо́жник СРСР — почесне звання в СРСР.
Встановлено 16 липня 1943 Указом Президії Верховної Ради СРСР.

## Положення про звання
Положення про почесне звання затверджено Указом Президії Верховної Ради СРСР від 28 березня 1980. Опис нагрудного знаку «Народний художник СРСР» затверджено Указом Президії Верховної Ради СРСР від 19 серпня 1985.
Згідно з Положенням, почесне звання надавалося 
| «найвидатнішим діячам радянського образотворчого мистецтва, що мали особливі заслуги в розвитку живопису, скульптури, графіки, монументального, декоративно-прикладного, театрвльного, кінодекоративного мистецтва, у вихованні молодих художників». |
Надання почесного звання відбувалося за представленням Міністерства культури СРСР, Державного комітету СРСР у справах кінематографії, правлінь Спілки художників СРСР, Спілки кінематографістів СРСР.

## Вперше та востаннє
Першими народними художниками СРСР стали 26 липня 1943 живописці Олександр Герасимов і Борис Йогансон, скульптори Сергій Меркулоа і Віра Мухіна.
Востаннє почесне звання надали 20 грудня 1991 професору Інституту живопису, скульптури й архітектури імені Рєпіна Петру Фоміну «за великі заслуги в розвитку радянського образотворчого мистецтва».